# Георгиевский, Святослав Игоревич
Святосла́в И́горевич Гео́ргиевский (21 августа 1995, Москва, Россия) — российский футболист, полузащитник.

## Карьера
С 2013 по 2015 играл за молодёжный состав ЦСКА, а также сыграл одну игру в Кубке России за основной состав. В Юношеской лиге УЕФА 2013/14 в семи матчах забил пять голов.
В июле 2015 перешёл в «Кубань», в основном составе которой дебютировал 23 сентября 2015 в кубковом матче против «Шинника», а 7 ноября 2015 дебютировал в РФПЛ, выйдя на замену Мохаммеду Рабиу на 88 минуте матча против «Динамо».
28 июня 2016 года подписал контракт с махачкалинским «Анжи» сроком на три года. Летом 2017 года перешёл в самарские «Крылья Советов», в составе которых отыграл один год.
В начале августа 2021 года стал игроком «Новосибирска», в составе которого дебютировал 7 августа в матче первенства.